# Naci Ünüvar
Naci Ünüvar (* 13. Juni 2003 in Zaandam) ist ein niederländisch-türkischer Fußballspieler, der bei Twente Enschede unter Vertrag steht. Außerdem war er Nachwuchs-Nationalspieler sowohl der Niederlande als auch der Türkei.

## Karriere
Er agiert mit seiner fußballerischen Technik als Offensivspieler vor allem im Sturm als Außen- bzw. Flügelstürmer, auch im offensiven Mittelfeld.

### Verein

#### Nachwuchskarriere
Naci Ünüvar, Sohn türkischer Eltern, kam 2003 im nordholländischen Zaandam auf die Welt. Er wurde 2011 von Ajax Amsterdam beim nahe gelegenen Verein OFC Zaandam, Oostzaanse Football Club, entdeckt. Darauf wurde Ünüvar in die Nachwuchsabteilung der Amsterdamer aufgenommen und er brillierte mit seinen fußballerischen Leistungen. Somit stieg Ünüvar schnell in die nächsthöheren Fußballjahrgangsstufen auf. Er beeindruckte mit seinen fußballerischen Qualitäten in verschiedenen internationalen Nachwuchsfußballturnieren. Im Dezember 2017 beim U15-Fußballhallenturnier MTU Cup in Friedrichshafen erzielte Ünüvar mit 14 Jahren in zwölf Spielen 26 Tore, davon drei Tore im Finale zum Turniersieg.
Im September 2018 feierte er seine UEFA-Vereinswettbewerbspiel- und -torpremiere und wurde temporär mit 15 Jahren zum jüngsten Torschützen der UEFA Youth League. Des Weiteren sorgte Ünüvar mit 16 Jahren im August 2019 beim Eröffnungsspiel des Fußballstadions Estadi Johan Cruyff in Barcelona für Furore. Das Eröffnungsspiel wurde zwischen den U19-Juniorenmannschaften vom FC Barcelona und Ajax Amsterdam ausgetragen, es endete mit einem 2:0-Sieg für die Ajax-U19 und beide Treffer erzielte Ünüvar. Aufgrund seiner Leistungen wurde er im September 2019 in der UEFA Youth League von bis zu 80 Talentscouts ausgespäht. Ünüvar galt 2019 als eines der größten Talente der Zukunft bei Ajax Amsterdam.

#### Profikarriere
Nach dem erfolgreichen U17-Europameisterschaftsfinale 2019 unterzeichnete Ünüvar im Mai 2019 im Alter von 15 Jahren seinen ersten Profifußballvertrag bei Ajax Amsterdam. Am 13. Dezember 2019 bestritt er mit 16 Jahren sein Ligaprofidebüt bei der Zweitmannschaft von Ajax (Jong Ajax) in der Eerste Divisie, zweithöchste niederländische Ligaspielklasse, indem er in der Zweitligabegegnung gegen die Friesen von SC Cambuur eingewechselt wurde. Eine Woche später feierte Ünüvar sein Ligaprofitordebüt, auch in der Zweitmannschaft, indem er als Joker das Tor gegen TOP Oss zum 2:0-Endstand erzielte.
Im Januar 2020 feierte Ünüvar sein Spiel- und Tordebüt im Alter von 16 Jahren, sieben Monaten und neun Tagen für die erste A-Profimannschaft von Ajax, indem er als Joker erfolgreich war im Achtelfinale des niederländischen Pokals gegen den Drittligisten SV Spakenburg, wo er einen Strafstoß zugesprochen bekam und diesen selber zum 7:0-Endstand erzielte. Mit seinem Einsatz und erzieltem Tor wurde Ünüvar zum drittjüngsten Pflichtspiel-Debütanten und zum jüngsten Torschützen der Ajax-Vereinsgeschichte.
In der Eerste Divisie 2020/21 gehörte Ünüvar bei der Ajax-Zweitmannschaft zu den Stammspielern und offensiven Leistungsträgern. In der Saison 2021/22 steigerte er seine Leistungen und wurde offensiver Leistungsträger der Zweitmannschaft und erreichte mit der Mannschaft einen Aufstiegsplayoff-Platz. In der gleichen Saison kam er sporadisch als Einwechselspieler auch in der ersten A-Profimannschaft im niederländischen Pokalwettbewerb 2021/22 zum Einsatz. Im März 2022 wurde Ünüvar vom Online-Fußballportal Goal.com zu den „50 größten Wunderkinder[n]“ des männlichen Weltfußballs 2022 auserkoren.
Da er erst einmal keine weiteren Einsätze für die A-Mannschaft bekam, wurde er im August 2022 in die Türkei an Trabzonspor verliehen. Dort kam er im Verlauf der Saison 2022/23 zu acht Einsätzen. Zur Spielzeit 2023/24 ging er erneut per Leihe, diesmal innerhalb der Niederlande, zum FC Twente Enschede. Auch in Enschede, einer Stadt an der deutschen Grenze, konnte er sich nicht behaupten und kam zu lediglich 19 Einsätzen (jeweils drei Tore und Vorlagen) und dabei nahezu immer als Einwechselspieler. Der FC Twente wurde Dritter und qualifizierte sich somit für die dritte Qualifikationsrunde zur Champions League.
Zur Saison 2024/25 wurde Ünüvar schließlich an Espanyol Barcelona verliehen. Die Leihe wurde im Januar 2025 beendet und Ünüvar ablösefrei zu Twente Enschede transferiert.

### Nationalmannschaft
Ünüvar durchlief bisher die niederländischen Nachwuchsnationalmannschaften von der U15 bis U18. Er begann im Dezember 2017 seine Nationalmannschaftskarriere bei den U15-Junioren mit zwei Einsätzen.
Mit den niederländischen U17-Junioren nahm er im März 2019 an der Eliterunde, letzte Qualifikationsrunde, zur U17-Europameisterschaft 2019 teil. Das Team qualifizierte sich überzeugend und erfolgreich als Gruppensieger für das Endturnier. Ünüvar prognostizierte bereits im Vorfeld vor der Endrundenteilnahme, dass sie den U17-Europameistertitel holen werden, aufgrund der qualitativen und harmonierenden Mannschaft. Er nahm im Alter von 15 Jahren mit den U17-Junioren im Mai 2019 am Endturnier der U17-Europameisterschaft 2019 in Irland teil. Im Turnier agierte Ünüvar als Startelfspieler und Einwechselspieler, bestritt fünf von möglichen sechs Spielen. Des Weiteren verhalf er im Finale als Joker mit seinem zwischenzeitlichen 4:1-Treffer zum Titelgewinn mit, welches 4:2 endete. Als Finaltorschütze mit 15 Jahren wurde Ünüvar zum jüngsten Finaltorschützen einer U17-Europameisterschaft. Durch das erfolgreiche Abschneiden bei der U17-Europameisterschaft qualifizierte er sich mit den U17-Junioren für die U17-Weltmeisterschaft 2019 in Brasilien und erreichte im November 2019 in diesem Turnier das Halbfinale und verpasste erst im Elfmeterschießen gegen die U17-Junioren Mexikos das Endspiel. Er bestritt im Turnier alle möglichen Spiele für seine Mannschaft.

## Erfolge und Auszeichnungen
- Ajax Amsterdam
  - U15-Junioren
    - MTU Cup (U15-Turnier)
      - Cupsieger: 2017[7]
      - Bester Spieler: 2017[7]
      - Bester Torschütze: 2017[7]

  - U17-Junioren
    - ABN AMRO Future Cup (U17-Turnier)
      - Cupsieger: 2018[6]
      - Torschützenkönig: 2018[6]

  - U19-Junioren
    - Niederländischer U19-Meister: 2018/19
    - Niederländischer U19-Pokalsieger: 2018/19

- Niederländische Nationalmannschaft
  - U17-Junioren
    - U17-Europameisterschaft: Sieger 2019 (5 Einsätze / 2 Tore)
    - U17-Weltmeisterschaft: Vierter 2019 (7 Einsätze / 1 Tor)